# 固定価格買い取り制度
固定価格買い取り制度（こていかかくかいとりせいど、Feed-in Tariff, FIT, Feed-in Law, FiL）とは、エネルギーの買い取り価格を法律で定める方式の助成制度である。
地球温暖化への対策やエネルギー資源の確保、環境汚染への対処などの一環として、主に再生可能エネルギー（もしくは、日本における新エネルギー）の普及拡大と価格低減の目的で用いられる。設備導入時に一定期間の助成水準が法的に保証されるほか、生産コストの変化や技術の発達段階に応じて助成水準を柔軟に調節できる制度である。適切に運用した場合は費用当たりの普及促進効果が最も高くなるとされる。世界50カ国以上で用いられ、再生可能エネルギーの助成政策としては一般的な手法となっている。その一方、買い取り価格の設定次第で過大な設置や利用家庭の負担が増大する危険性がある。

## 名称
固定価格制度、フィードイン・タリフ制度、電力買い取り補償制などとも呼ばれる。
FIT（Feed-in Tariff）と略称されることが多い。「～を与える，入れる」（introduce continuously）という意味の Feed in と「関税，関税率，料金表」という意味の Tariff という言葉からなる。再生可能エネルギーを導入した際のコスト負担を買取価格に「入れ込んだ料金体系」という意味である。

## 歴史
固定価格買い取り制度は1978年、米国において導入されたPublic Utility Regulatory Policies Act（PURPA）法がその走りとされる。PURPA法は特にカリフォルニア州などにおける風力発電の立ち上げに貢献した。しかし現在のように国家レベルで顕著な効果を挙げられる制度は1990年にドイツが採用したのが最初とされる。再生可能エネルギーの普及促進政策としては他にも固定枠（クオータ）制や入札制などもあり、既存市場との整合性や安さを根拠として固定価格買い取り制度以外の方式を採る国も多かった。しかし固定枠制や入札制では、その主張に反して、いずれもその効果は固定価格買い取り制度に劣るものとなった。その一方でドイツは固定価格買い取り制度によって再生可能エネルギーを大量に普及させると同時に生産コストを下げ、電力総需要に対するシェアを2000年の6.3%から2007年末には14%に倍増させるなど、他の方式より大幅に勝る成果を挙げてみせた。この結果を踏まえ、現在では多くの学術的報告や公的機関がその優位性を認めている（#評価を参照）。採用数は特に2005年以降に急増し、2009年時点では少なくとも50以上の国々と25以上の州・地域で採用されている。現在では再生可能エネルギーの普及政策として、最も一般的な手法となっている。

## しくみ

### 原理
地球温暖化への対策やエネルギー資源の確保のため、枯渇性燃料への依存度を下げて再生可能エネルギーを導入する際は、価格的競争力が大きな障害となる。この価格が下がるためには、大量普及によって生産コストや流通コストを低減させると同時に、技術開発を促すのが望ましい。これまでの実績から、バイオマス、風力発電、太陽光発電などの価格は経験曲線効果（もしくは学習曲線）に基づき、普及量の増大と共に、法則性を持って低減することが知られており、そこから将来の価格低減速度を予測できるとする論者もいる。固定価格買い取り制度はこの主張に基づき、電気料金に少額の上乗せをして得られた資金を用いて普及を助成する方式の1つである。固定価格買い取り制度の特徴は、個々の発電所に対するエネルギーの売り渡し価格（タリフ）を設置時点で長期間固定する一方、発電所の設置時期が後になるほど、（価格低減に従って）助成額を減らすことである。
この仕組みにより設備導入費用の回収の目処が立てやすくして投資・融資を促進する一方、新規導入設備への助成水準の柔軟な調整が可能となる。一方で、固定価格買い取り制度には、高コストの劣った方式のサプライヤーを甘やかすといった批判も一部で指摘されている。

### 制度
固定価格買い取り制度では、エネルギーの売り渡し価格（タリフ）を法律で決定する。再生可能エネルギー源の事業者は、タリフを決まった期間（20年など）にわたり、法律で保証される（これが「固定価格買い取り制度」とも呼ばれる理由である）。この価格は、普及量や生産コストの推移に従って定期的に見直され、計画的に逓減していくが、既に導入された分についてはこの見直しは影響しない。定期的な見直しを通じたタリフの逓減により、国や地域全体でみた電力量あたりの助成費用は抑えられる。一方、既存の発電事業者のタリフは変更されないため、個々の事業者の投資リスクは低く保たれる。固定価格買い取り制度はこの点において、分散型電源の特徴を利用している。
一般的に固定価格買い取り制度においては、対象技術の普及の初期に導入した事業者ほど高いタリフが設定される。普及が拡大してエネルギーの生産コスト（設備価格や運転費）が技術開発に従って低減するのに合わせ、後期に導入した事業者ほど助成額は減らされる。この助成に必要な費用は多くの場合、電気料金に上乗せして全ての電力消費者から電力の利用量に応じて徴収され、国は直接金銭の収受を行わない。ドイツの場合、徴収額は標準的な家一軒当たり2 - 3ユーロである。タリフの額が過大もしくは過少にならないよう、対象となる技術ごとに、普及量や生産コストの低減状況に応じて定期的に調整される。

### タリフの決定方法
固定価格買い取り制度における、発電所ごとのタリフの決め方には大きく分けて2通りある。スペインのように、発電事業者が複数の方式を選択できる国もある。

#### Fixed Tariff
タリフを一定期間固定する方式で、多くの採用例で用いられている。発電所が導入された時期によって、その後一定期間（たとえば10 - 20年間）のタリフの額が決定される。発電事業者にとっての投資リスクが低く、また助成費用も最小に済む。

#### Premium Tariff
電力料金に一定額を上乗せする方式である。Premium Option, Feed-in Premium (FiP), Solar Premium（太陽光発電の場合）などとも呼ばれる。需要が逼迫する時間帯の給電を促す効果があるほか、市場での取引が可能なのが特長である。その一方、電力料金によって買い取り額が変動し、また購入が義務づけられないため、発電事業者にとってのリスクが高い。このため、Fixed Tariffに比較して助成費用が高くなりやすい。

### タリフ決定時の考慮事項
タリフを定期的に調整する際は、下記のような事柄を考慮する必要があるとされる。
- 設備への投資額
- 免許手続きなどのコスト
- 運転と保守（O&M）の費用
- 燃料価格（バイオマスの場合）
- インフレ率
- 融資の利率
- 投資家の利益率

また、枯渇性燃料の利用に伴う下記のような外部コストの削減分も考慮される場合がある。
- 気候変動（地球温暖化）
- 大気汚染に伴う健康被害
- 農業生産の減少
- 物理的損傷
- エネルギー安全保障への影響

### 全量買い取りと余剰買い取り
電力を消費する建造物等に助成対象の発電設備を付加した場合、自家消費分の電力の取り扱いによって下記の2方式に分かれる。それぞれ異なった特徴を有する。
全量買い取り
自前の設備であっても、発電した電力（エネルギー）は一旦全て買い取られ、自家消費分の電力は別途系統電力で賄う。ドイツ等で一般的な方式である。
余剰電力が少ない公共・産業用の設備への助成では必須とされる。また電力事業者自身の設備や市民発電所等にも用いられる。その一方、節電を促す効果は薄い。
余剰買い取り
自家消費分を除いた余剰分の電力が買い取り対象となる（自家消費分は、系統電力と同じ価値となる）。日本等で用いられている。ネットメータリング（net metering）とも呼ばれる。
余剰分の買い取り価格の方が系統電力の小売り電力よりも高い場合、自家消費分をなるべく少なくすると有利になるため、節電を促す効果がある。その一方、余剰電力が少ないケースには不向きとされる。

### Feed in Premium制度の種類[12]
1，プレミアム固定型FIP
　電力卸市場（日本の場合、日本卸電力取引所（JEPX）にて取引）で決定した価格に固定されたプレミアム価格を付与する方式。
・メリット
　電力需要の大きい時間帯における再生可能エネルギー供給インセンティブが高まる。
・デメリット
　電力卸価格の変動によって、再生可能エネルギー事業者の利益が左右される。
・採用実績のある国
　スペイン、チェコ、スロベニア
2，プレミアム固定型FIP（上限・下限付き）
　プレミアム固定型と同様に、電力卸市場で決定した価格に固定されたプレミアム価格が付与される。加えて、電力卸市場価格とプレミアム価格の和に上限と下限を設定した方式。
・メリット
　上限・下限を設ける事で再生可能エネルギー事業者の利益をある程度保証される。
・デメリット
　適切な上限・下限価格の設定が難しい。
・採用実績のある国
スペイン・デンマーク
3，プレミアム変動型FIP
　売電価格の最低価格が決定されており、電力卸市場価格の上下によってプレミアム価格が決定し付与される方式。
・メリット
　電力卸市場価格に左右されず一定の利益を確保する事が可能になる。
・デメリット
　電力卸市場価格が低下した場合、賦課金が増大する。
・採用実績のある国
イタリア、ドイツ、オランダ、スイス

## 特徴
固定価格買い取り制度においては、買い取り価格が長期にわたって保証される。また、普及の速度や最終的な普及量が目標に達するようにタリフの額などの調整が行われるが、固定価格買い取り制度はこの普及量の調整力が強い。このためそのエネルギーの供給者だけでなく、設備の生産やメンテナンスなどの関連事業者や電力会社にとっても投資（融資）のリスクが低くなる。これは特に風力発電や太陽光発電など、初期投資が投資額の大部分を占める方式において、生産コストを下げる効果をもたらす。個々の要素でみると、固定価格買い取り制度には下記のような特徴があるとされる（P.13、）。
利点：
- 現在、比較的低コストの風力発電では最も成功している方式である。
- 政府の毎年の予算に左右されず、民間資金で公共的投資を増やす事ができる。
- 民間投資を募集できるために、他の制度に比べ、普及の促進効果で勝る。
- 融資の安全性を高められる。
- 対象技術への安定した投資や開発を促し、産業の競争力を高める。
- 中小規模の生産事業者の安定した成長を促す。
- 柔軟な制度デザインが可能であり、他の普及促進制度とも組み合わせやすい。

欠点：
- 買い取り価格が電力の市場価格より高い場合、電力料金を上昇させる。
- 買い取り価格の設定次第で、普及速度が計画値に対して過小もしくは過大になりえる。過小の場合は普及が進まない。過大な場合は普及量に対して普及費用が膨らみ、その分電気料金を計画よりも増大させる。
- 国境を越える電力のやりとりの制限要因になる場合がある。

## 評価
低い買い取り価格での固定価格買い取り制度の優位性は多くの学術的報告や国際的な公的機関によって認められている（P.17）。地球温暖化への対策の政策の一環として、IPCC第4次評価報告書、スターン報告や国際エネルギー機関の報告書等でもその有効性が指摘されている。
- 欧州委員会は2008年1月の自然エネルギー普及促進策に関する報告書[17]において、固定価格買い取り制度の制度的な効率が他制度に対して明らかに有利と分析している。またメンバー国間の比較から得られる一般論として、制度の効果に対し、発電事業者に与える利益が比較的少なくて済むと指摘している(P.35)[18]。

- 国際エネルギー機関(IEA)は2007年までは再生可能エネルギーそのものや固定価格買い取り制度に対して否定的であった[19][20]。しかし2008年6月に発行した報告書に於いて、再生可能エネルギーを「大量に普及させなければならない」[21]と表明し、普及促進策についても「フィードインタリフ（固定価格買い取り）制度は（クオータ制などの）グリーン電力証書ベースの制度よりも優れる」[22]と意見を覆した[18]。普及促進策に求められる特徴について、時と共に助成水準を下げること、将来発展する可能性がありながら価格競争力で劣っている技術を排除しないこと、技術の発展に追従できる柔軟性をもつことなどの必要性と、こうした点においても固定価格買い取り制度が優れることを指摘している[22]。さらに、2008年9月には再生可能エネルギーの普及促進策そのものについてのレビューを発行し、まだコスト競争力で劣る技術への助成方法としてFITが適すると指摘している[16][19]。この報告書では、高コストギャップの技術にはFixed TariffまたはPremium Tariff、低コストギャップの技術にはPremium Tariffが適すると分析している[16]。2010年の報告書でも、その概要が使われている[23]。

- 批判としては、制度初期に買い取り額を比較的高く設定することを批判する例が見られる[24]。上記のIEAも、これを理由にあげて批判していた[20]。

## 併用される制度

### 固定価格買い取り制度そのもののオプション
固定価格買い取り制度はただ導入すれば良いというものではなく、タリフの額以外にも、他の様々な施策によって効力は大きく変わる。下記のような制度が組み合わせて用いられる（、9章、）。
これらは固定価格買い取り制度を採用する殆どの国や地域が導入している：
- 制度の義務づけ
- 設置条件や技術によるタリフ額の調整(Stepped Tariff)
- 定期的なタリフの見直し
- 地域ごとの導入量の違いによる不公平（系統側の負担偏在など）の是正
- エネルギー集約型の製造業や鉄道業などの負担軽減(equal burden sharingまたはburden sharing)

また、下記のようなオプションもある。
- タリフの逓減速度も予め定める(tariff degression)…早期導入を促す効果が強くなる。
- 出力予測の義務づけ

| 国           | 買い取り義務 | Stepped Tariff | Tariff Degression | Premium Option | Equal Burden Sharing | 出力予測義務 |
| ------------ | ------------ | -------------- | ----------------- | -------------- | -------------------- | ------------ |
| オーストリア | 有           | 有             | -                 | -              | 有                   | -            |
| チェコ       | 有           | 有             | -                 | 有             | 有                   | -            |
| デンマーク   | 有           | 有             | -                 | 有             | 有                   | -            |
| フランス     | 有           | 有             | 有                | -              | 有                   | -            |
| ドイツ       | 有           | 有             | 有                | -              | 有                   | -            |
| ギリシャ     | 有           | 有             | -                 | -              | 有                   | -            |
| ハンガリー   | 有           | -              | -                 | -              | 有                   | -            |
| イタリア     | 有           | 有             | 有                | -              | 有                   | -            |
| スペイン     | 有           | 有             | -                 | 有             | 有                   | 有           |

### 他の普及促進制度との併用
固定価格買い取り制度は下記のような制度との併用も可能である。
- 税制優遇（税金の控除など）
- 炭素税（環境税）
- グリーン電力証書（TGC）
- 排出権取引

## 各国の導入状況
固定価格買い取り制度を採用する地域は年と共に増加しており、2007年末の時点で46の国／州／県が採用している。欧州連合では25ヶ国中、ドイツ・フランス・イタリア・スペインなどを含む18ヶ国が導入している。

### ドイツ

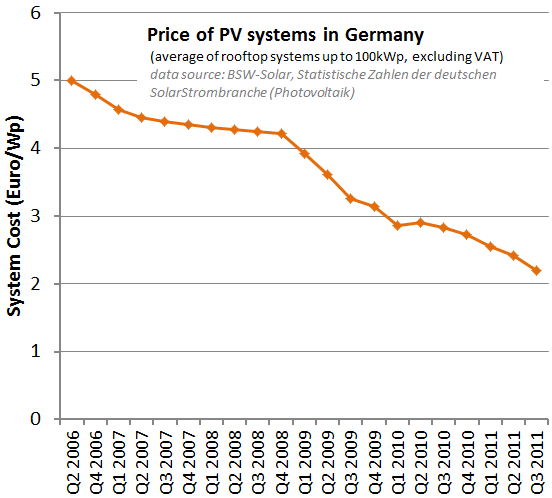
ドイツにおける太陽光発電の導入コストの推移

ドイツにおける固定価格買い取り制度は1990年のStromeinspeisungsgesetz（StrEG、電力供給法）、2001年のErneuerbare-Energien-Gesetz（EEG、再生可能エネルギー法）制定、およびその後の複数回にわたるEEG法の改正を経て発達してきた。これによって再生可能エネルギーの普及が急速に進み、たとえば電力供給に占める割合が2014年秋に約3割に達した。またコストも下がり、太陽光発電や風力発電の電力の買取価格は通常の電力の小売り料金よりも安価となった。また国全体の経済にとっても利益になっていると評価されている。賦課金の増大や再生可能エネルギーの成熟を踏まえ、2014年には市場取引への移行を視野に大きな改正が行われた。
ドイツでは化石燃料火力等の従来型発電のコスト増、税金の増加に加え、FITの賦課金も加わったことにより、電力料金は2000年から2013年の間に2倍以上になった（2013年時点で、FITの賦課金が家庭用の電力料金に占める割合は2割弱である）。一方で中高圧電力の取引価格は2004年頃と同水準に戻っており、太陽光発電の普及によって昼間の平均取引価格も安価になっている。加えて、電力を多く消費する企業では賦課金の減免措置も受けられる。こうしたことから2012年末頃には国民の約半分が賦課金に不満を感じるようになった（ただしエネルギー転換そのものは国民の7割が利益になると答え、また8割以上が支持している）。またエネルギーを多く消費する一部企業が不当に有利になっているとして、欧州連合からも調査が入った。一方でコストの低下に伴い、太陽光発電や風力発電の買い取り価格は電力小売り料金よりも安価となり、規模によってはFITの対象から外れつつあった。再生可能エネルギーによる電力の供給シェアも、約3割に達した。
上記のような、負担の抑制とより公平な分担、他国からの圧力への対応、そして再生可能エネルギーの成熟に伴う市場への統合等、複数の目的をもって、2014年に制度の大幅な変更が行われた。米国カリフォルニア州等に似る競争的入札等を取り入れつつ、市場取引へ段階的に移行させる計画となっている。
2016年6月8日、ドイツ政府は2017年より固定価格買取制度を原則的に廃止する方針を決定した。発電設備が急速に増えた結果、電力の買い取りにかかる費用が電気料金に上乗せされて料金が高騰したことと、天候次第で大量の電力が余ってしまうことが、主な廃止の要因となった。2017年以降は、固定価格ではなく、より市場価格に近い価格で買い取ることとなる。なお、すでに発電を稼働している施設に関しては、残りの期間、固定価格での買い取りを続けるとしている。

### スペイン
スペインは1980年のエネルギー保存法（82/1980）、および1994年の新電気法にて固定価格買い取り制度の基礎的な要素を導入した後、1997年の新電気事業法（54/1997）、および1998年の勅令（Royal Decree）2818/1998で風力発電などの開発を本格化させた。その後勅令435/2004などでさらに改良を加えている。制度的には複数の助成形態（Fixed, Premium，自由契約）から任意のものを選べるなど、ドイツの制度とはデザインが異なる（P.54、）。
スペインにおける風力発電は2007年時点で15GWpを越え、国の電力供給量の9.5%を占めている。風力発電産業の発達は、ガメサ・エオリカ社やイベルドローラ社、アクシオナ・エネルヒア社などの国際的な風力発電企業を誕生させた。
スペインにおける太陽熱利用や太陽光発電は普及が予定よりも進まなかったため、2007年6月の勅令661/2007にて助成を大幅に増やしたほか、2006年9月29日以降に新築・改修を行う一部の建造物や、ある一定面積以上の商業施設などに対して太陽熱温水設備または太陽光発電設備の設置を義務づけるなどの施策を行った。国内に設備生産企業が誕生して市場の1、2位を占めたほか、国外にも進出する動きが見られた。また、2008年9月には世界最大の太陽光発電の展示会・学会（EU-PVSEC）も誘致している。しかし2008年の太陽光発電の助成水準は過剰となり、年間導入量は上限（400MWp）を遙かに超えて約3GWpにも達したため、助成水準を引き下げた。
スペイン政府は巨額の債務を抑制するため、2012年に再生可能エネルギーの買取を一時停止した。2014年に買取を再開したが、買取価格は大幅に引き下げられただけでなく、買取期間の短縮、再生エネルギー電源の導入制限などの厳しい条件が付けられた為、再エネによる電源の新設は次第に減少へ向かっている。

## 日本の導入状況
要旨
2009年11月1日、太陽光発電の余剰電力買取開始（電力会社ごとに買取単価設定）
2012年7月1日、対象を太陽光発電以外の再生可能エネルギーにも拡げ、余剰電力買取制から全量買取制に制度を変更（全国一律の回収単価）
日本では再生可能エネルギーに対する普及促進策としては電力会社による自主的な買い取り、RPS法や各自治体による助成などが用いられてきた。
これにより太陽光発電では世界一の生産量や市場を有していたが、2005年に補助金が一度打ち切られてからはいずれも他国に抜かれ、国内市場も縮小していた。このため2009年1月に経産省が緊急提言に沿って補助金を復活させた。また2009年2月には環境省も再生可能エネルギーの導入に伴う費用や経済効果の試算を発表し、普及政策として固定価格買い取り制度の採用を提案した（再生可能エネルギー#日本における動きも参照）。
このうち太陽光発電については2009年2月24日、経産省より初期投資の回収年数を10年程度に短縮する助成制度の強化が発表された。当初は2010年からの実施予定であったが、経済危機対策、エネルギー政策、地球温暖化対策の観点から前倒しされ、エネルギー供給事業者による非化石エネルギー源の利用及び化石エネルギー原料の有効な利用の促進に関する法律（エネルギー供給構造高度化法）2条3項に基づく「太陽光発電の余剰電力買取制度」が2009年11月1日から開始された。開始時の余剰電力の買い取り価格は1kWhあたり48円、エネファームやエコウィルなどの自家発電装置を他に併設して居る場合は39円であり、設置後10年間は同じ価格で買い取るものとされた。また後から新規に設置された設備の買い取り価格は、例えば11年度に設置した場合は42円程度というように年々引き下げられる予定であった。補助金の効果もあり、日本の太陽電池生産量は拡大を再開し、2010年度は関連産業の規模が1兆円近くまで成長すると見込まれた。
2009年末からは、全量買い取りの導入、および対象を太陽光発電以外にも拡大することが検討され、検討状況は経産省のプロジェクトチームのページで公開されてきた。こうした拡大によって再生可能エネルギーの普及促進が期待された。制度の具体的な形態については、様々な意見が見られた。例えば、従来のRPS制度や余剰電力買取制度を廃止して全量買い取り制度に一本化すべきとの意見もみられた。その一方、余剰電力買い取りにも節電意識向上などの利点があり、またこれを廃止する場合は既存導入家屋にて配線工事が必要となること等から、併用を提案する意見も見られた。電事連からは系統安定化への配慮等を求める意見が提出された。また電力を大量に使用する業界等からは、国民負担や産業競争力への配慮の要望も出された。
こうしたヒアリング等を経たのち、法案（再生可能エネルギー特別措置法案、再生可能エネルギー買い取り法案）は2011年4月5日に国会に提出され、各党による協議・修正を経て、同年8月23・26日、衆参両議院での全会一致の賛成をもって成立した。検討段階では地域経済振興や産業活性化への期待が集まる一方、電力料金の増加への不満、電力会社による受け入れ拒否の可能性に対する不安の声等も聞かれた。一方で制度の導入をにらみ、これまで対象から漏れていた再生可能エネルギー源の事業化や、新たな市場参入、関連投資の拡大等の動きも見られる。 買取価格・期間（再生可能エネルギー特別措置法の条文上での呼称は、第3条でそれぞれ「調達価格」・「調達期間」とし、両者合わせた呼称として「調達価格等」としている）は2012年の年明け早々に「調達価格等算定委員会」で決定される予定だったが 、当初、経済産業省が示した人事案について、国会で同意が得られず、委員会の開催が遅れた。委員5人のうち3人が制度の導入に慎重であることが与野党に問題視されたためである。政府は、新日本製鉄の進藤孝生副社長（のちに社長昇格、鉄鋼業界は電力多消費産業である）に代わって、植田和弘京都大学大学院教授を委員長に起用し、国会の同意を得た。調達価格等算定委員会の意見聴取では専門家が「30円台後半が適正だ」と指摘したが、太陽光事業に参入するソフトバンク社長の孫正義が「最低でも税抜き40円」と主張し、業界団体の太陽光発電協会も「税抜き42円」と主張していた。調達価格委員会は2012年4月に意見書をとりまとめ、これに基づいて2012年6月、太陽光10kW以上は税抜40円等とする買取制度の詳細が決定された。制度開始当初の買取水準は新規参入を促すことを狙いとして高めに設定され、企業や地方自治体にも動きが見られる。その一方で高めの買い取り価格に対し、村沢義久は35円でさえ確実に利益が出るのに40円ではスペインのようなバブルを生むと指摘した。決定に先立って行われたパブリックコメントでは5000件以上の意見が寄せられ、賛否両論が見られた。買い取り額は普及量の予測に基づき、定期的に見直されることが決まっている。2012年7月1日、再生可能エネルギー特別措置法が施行された。
2020年6月には、2022年度から電力市場の価格と連動した発電を促すためFIP（Feed-in Premium）制度を導入することが決定された。一定の規模以上は今後はFIP制度のみ、基準未満50kW以上では事業者が希望する場合にFIP制度が適用される。
固定価格買取制度の対象である太陽光発電の導入済み認定容量は2023年9月末には家庭用で出力1465万kWに達し、産業用は5716万kWであった。制度全体では8509万kWであり太陽光が8割以上を占める。再生可能エネルギー全体で2021年には日本の全発電電力量の約20.3%、大半がFIT制度対象外である水力を除くと約12.8%が賄われている。

### 日本国内における議論・取り組み等
- 日本における太陽光発電について、集合住宅では管理組合等の許可の必要性や費用面で既築物件への設置が難しくなりやすいことが指摘されていた[106][107]。それでも設置例は見られ[106]、近年はハウスメーカーや太陽電池メーカーが扱う例もある[108]。また2012年から実施される全量買い取りによって、導入がより容易になるとみられる[89]。
- 日本における太陽光発電への助成に関しては、北海道日本海側・東北・信越地方などの積雪がある地域では日照量が比較的少なく、発電量の面から不利である[109]。そのため北海道日本海側・東北・信越からは地域の特性が考慮されておらず不公平との指摘があった[要出典]。その一方でこうした地域では風力発電等の適地が多い[110]。全量買い取りの導入をにらみ、太陽光発電以外の再生可能エネルギー源に関する動きが活発化している[85][87]。
- 日本における助成対象は2011年までは主に自己所有の戸建ての住宅に設置する太陽光発電が主であったが、他所の大型発電設備にファンド[111]や市民共同発電所[112][113]などの形で共同出資する事業モデルも用いられている[111][114]。全量買い取りの導入決定により、市民発電所の新たな検討例も見られる[115][116]ほか、設置場所として屋根や遊休地を貸し出す「屋根貸し」と呼ばれる形態を導入する動きも見られる[117]。
- 資源エネルギー庁は公的な解説サイトを設置して、検討状況の広報や解説を行っている[102]。

### 買取価格・買取期間の変遷
再生可能エネルギー特別措置法施行後の 買取（調達）価格と買取期間を年度（その年の4月1日から翌年の3月31日まで）ごとにまとめて一覧表にしたものを下記に表示する。
※表の項目と表示の説明
- 買い取り価格/買い取り期間で表示
- 買い取り価格は税抜価格。ただし10kW未満の太陽光発電のみは税込価格として決定されているため消費税率が変動しても価格は変動しない。
- 自家発電設備等とは、当該発電設備等により供給される電気が再生可能エネルギー電気の供給量に影響を与えるもの
- 特定水力とは、水車及び発電機、変圧器、遮断機その他の電気設備の全部並びに水圧管路の全部若しくは一部のみを新設し、又は更新するもの。
- バイオマスの項目にある(1) - (5)の内容は下記の通り
  - (1)バイオマスを発酵させることによって得られるメタンを電気に変換する設備
  - (2)森林における立木竹の伐採又は間伐材により発生する未利用の木質バイオマス（輸入されたものを除く）を電気に変換する設備((1)の設備及び一般廃棄物発電設備を除く)
  - (3)木質バイオマス又は農産物の収穫に伴って生じるバイオマス（当該農産物に由来するものに限る）を電気に変換する設備（(1)、(2)及び(4)の設備並びに一般廃棄物発電設備を除く）
  - (4)建設資材廃棄物を電気に変換する設備（(1)の設備及び一般廃棄物発電設備を除く）
  - (5)一般廃棄物発電設備及び(1)から(4)の設備以外のバイオマス発電設備
- 2012年度は、再生可能エネルギー特別措置法が施行された2012年7月1日から2013年3月31日までの期間の買取価格と買取期間を掲載する
- 2017年度以降2000kW以上の太陽光は入札制に移行し、2019年度以降250kW以上を入札制度適用区分とし、2019年度は500kW、2020年度は250kW以上に拡張された
- 2018年度以降バイオマス(3)から独立した区分の「農産物の収穫に伴って生じるバイオマス液体燃料」全てと10,000kW以上のバイオマス(3)による発電は入札制に移行した
- 2020年度の着床式洋上風力は入札制に移行したが2021年度には再度固定価格となった

| 年度   | 太陽光           | 太陽光           | 太陽光             | 太陽光             | 太陽光                                          | 太陽光                                          |
| 年度   | 10kW未満         | 10kW未満         | 10kW未満           | 10kW未満           | 10kW以上                                        | 10kW以上                                        |
| 年度   | 単独設置         | 単独設置         | 自家発電設備等併設 | 自家発電設備等併設 | 2,000kW未満                                     | 2,000kW以上                                     |
| 年度   | 出力制御義務なし | 出力制御義務あり | 出力制御義務なし   | 出力制御義務あり   | 2,000kW未満                                     | 2,000kW以上                                     |
| ------ | ---------------- | ---------------- | ------------------ | ------------------ | ----------------------------------------------- | ----------------------------------------------- |
| 2012年 | 42.00円 /10年    | -                | 34.00円 /10年      | -                  | 40円+税 /20年                                   | 40円+税 /20年                                   |
| 2013年 | 38.00円 /10年    | -                | 31.00円 /10年      | -                  | 36円+税 /20年                                   | 36円+税 /20年                                   |
| 2014年 | 37.00円 /10年    | -                | 30.00円 /10年      | -                  | 32円+税 /20年                                   | 32円+税 /20年                                   |
| 2015年 | 33.00円/10年     | 35.00円/10年     | 27.00円/10年       | 29.00円/10年       | 29円+税/20年（6月まで） 27円+税/20年（7月以降） | 29円+税/20年（6月まで） 27円+税/20年（7月以降） |
| 2016年 | 31.00円/10年     | 33.00円/10年     | 25.00円/10年       | 27.00円/10年       | 24円+税/20年                                    | 24円+税/20年                                    |
| 2017年 | 28.00円/10年     | 30.00円/10年     | 25.00円/10年       | 27.00円/10年       | 21円+税/20年                                    | 入札制度により決定                              |
| 2018年 | 26.00円/10年     | 28.00円/10年     | 25.00円/10年       | 27.00円/10年       | 18円＋税/20年                                   | 入札制度により決定                              |
| 年度   | 出力制御義務なし | 出力制御義務なし | 出力制御義務あり   | 出力制御義務あり   | 500kW未満                                       | 500kW以上                                       |
| 2019年 | 24.00円/10年     | 24.00円/10年     | 26.00円/10年       | 26.00円/10年       | 14円＋税/20年                                   | 入札制度により決定                              |
| 年度   | 10kW未満         | 10kW未満         | 10kW以上50kW未満   | 10kW以上50kW未満   | 50kW以上250kW未満                               | 250kW以上                                       |
| 2020年 | 21.00円/10年     | 21.00円/10年     | 13円＋税/20年      | 13円＋税/20年      | 12円＋税/20年                                   | 入札制度により決定                              |
| 2021年 | 19.00円/10年     | 19.00円/10年     | 12円＋税/20年      | 12円＋税/20年      | 11円＋税/20年                                   | 入札制度により決定                              |

| 年度             | 風力          | 風力                                           | 風力          | 風力               | 風力          |
| 年度             | 20kW未満      | 陸上風力                                       | 陸上風力      | 洋上風力           | 洋上風力      |
| 年度             | 20kW未満      | 新設                                           | リプレース    | 洋上風力           | 洋上風力      |
| ---------------- | ------------- | ---------------------------------------------- | ------------- | ------------------ | ------------- |
| 2012年から2015年 | 55円+税 /20年 | 22円+税 /20年                                  | -             | -                  | -             |
| 2016年           | 55円+税 /20年 | 22円+税 /20年                                  | -             | 36円+税 /20年      | 36円+税 /20年 |
| 2017年           | 55円+税 /20年 | 22円+税/20年(9月末まで) 21円+税/20年(10月以降) | 18円+税 /20年 | 36円+税 /20年      | 36円+税 /20年 |
| 2018年           | 以降区分廃止  | 20円+税 /20年                                  | 17円+税 /20年 | 36円+税 /20年      | 36円+税 /20年 |
| 2019年           |               | 19円+税 /20年                                  | 16円+税 /20年 | 36円+税 /20年      | 36円+税 /20年 |
| 年度             |               | 新設                                           | リプレース    | 着床式             | 浮体式        |
| 2020年           |               | 18円+税 /20年                                  | 16円+税 /20年 | 入札制度により決定 | 36円+税 /20年 |
| 2021年           |               | 17円+税 /20年                                  | 15円+税 /20年 | 32円+税 /20年      | 36円+税 /20年 |

| 年度                            | 水力          | 水力          | 水力                 | 水力                 | 水力                  | 水力                  | 水力                 | 水力                 |
| 年度                            | 200kW未満     | 200kW未満     | 200kW以上 1000kW未満 | 200kW以上 1000kW未満 | 1000kW以上 3万kW未満  | 1000kW以上 3万kW未満  | 1000kW以上 3万kW未満 | 1000kW以上 3万kW未満 |
| 年度                            | 特定水力以外  | 特定水力      | 特定水力以外         | 特定水力             | 特定水力以外          | 特定水力以外          | 特定水力             | 特定水力             |
| ------------------------------- | ------------- | ------------- | -------------------- | -------------------- | --------------------- | --------------------- | -------------------- | -------------------- |
| 2012年から2013年                | 34円+税 /20年 | -             | 29円+税 /20年        | -                    | 24円+税/20年          | 24円+税/20年          | -                    | -                    |
| 2014年から2016年                | 34円+税 /20年 | 25円+税 /20年 | 29円+税 /20年        | 21円+税 /20年        | 24円+税/20年          | 24円+税/20年          | 14円+税/20年         | 14円+税/20年         |
| 年度                            | 200kW未満     | 200kW未満     | 200kW以上 1000kW未満 | 200kW以上 1000kW未満 | 1000kW以上 5000kW未満 | 1000kW以上 5000kW未満 | 5000kW以上 3万kW未満 | 5000kW以上 3万kW未満 |
| 年度                            | 特定水力以外  | 特定水力      | 特定水力以外         | 特定水力             | 特定水力以外          | 特定水力              | 特定水力以外         | 特定水力             |
| 2017年(9月末まで)               | 34円+税 /20年 | 25円+税 /20年 | 29円+税 /20年        | 21円+税 /20年        | 27円+税 /20年         | 15円+税 /20年         | 24円+税 /20年        | 14円+税 /20年        |
| 2017年(10月以降)から 2021年まで | 34円+税 /20年 | 25円+税 /20年 | 29円+税 /20年        | 21円+税 /20年        | 27円+税 /20年         | 15円+税 /20年         | 20円+税 /20年        | 12円+税 /20年        |

| 年度                  | 地熱          | 地熱          | 地熱                   | 地熱                   | 地熱                     | 地熱                     |
| 年度                  | 新設          | 新設          | 全設備更新型リプレース | 全設備更新型リプレース | 地下設備流用型リプレース | 地下設備流用型リプレース |
| 年度                  | 15,000kW未満  | 15,000kW以上  | 15,000kW未満           | 15,000kW以上           | 15,000kW未満             | 15,000kW以上             |
| --------------------- | ------------- | ------------- | ---------------------- | ---------------------- | ------------------------ | ------------------------ |
| 2012年から2016年      | 40円+税 /15年 | 26円+税 /15年 | -                      | -                      | -                        | -                        |
| 2017年から 2021年まで | 40円+税 /15年 | 26円+税 /15年 | 30円+税 /15年          | 20円+税 /15年          | 19円+税 /15年            | 12円+税 /15年            |

| 年度                       | バイオマス    | バイオマス    | バイオマス    | バイオマス    | バイオマス         | バイオマス    | バイオマス    |
| 年度                       | (1)           | (2)           | (2)           | (3)           | (3)                | (4)           | (5)           |
| 年度                       | (1)           | 2000kW未満    | 2000kW以上    | 20000kW未満   | 20000kW以上        | (4)           | (5)           |
| -------------------------- | ------------- | ------------- | ------------- | ------------- | ------------------ | ------------- | ------------- |
| 2012年から 2014年まで      | 39円+税 /20年 | 32円+税 /20年 | 32円+税 /20年 | 24円+税 /20年 | 24円+税 /20年      | 13円+税 /20年 | 17円+税 /20年 |
| 2015年から 2017年9月末まで | 39円+税 /20年 | 40円+税 /20年 | 32円+税 /20年 | 24円+税 /20年 | 24円+税 /20年      | 13円+税 /20年 | 17円+税 /20年 |
| 2017年（10月以降）         | 39円+税 /20年 | 40円+税 /20年 | 32円+税 /20年 | 24円+税 /20年 | 21円+税 /20年      | 13円+税 /20年 | 17円+税 /20年 |
|                            |               |               |               | 10000kW未満   | 10000kW以上        |               |               |
| 2018年から2021年           | 39円+税 /20年 | 40円+税 /20年 | 32円+税 /20年 | 24円+税 /20年 | 入札制度により決定 | 13円+税 /20年 | 17円+税 /20年 |

### 太陽光発電の保守点検に対応する資格制度
太陽光発電協会（JPEA）は、2012年11月に「PV施工技術者制度」を創設した。この制度は、一般住宅への太陽光発電システム設置の際に必要とされる施工者の基礎的な知識や技術の習得レベルを、JPEAが認定するものである。
2016年10月16日に実施した第6回認定試験を以って「PV施工技術者制度」を最終とし、新たに「PVマスター施工技術者」と「PVマスター保守点検技術者」の二つの制度を新設した。この内の「PVマスター保守点検技術者」については、2016年12月28日に制定された「太陽光発電システム保守点検ガイドライン」において義務づけられた、太陽光発電設備の保守点検に必要な知識、技術の習得をJPEAが認定するものである。

## 日本における制度見直しの動き

### 太陽光
前述の再生可能エネルギー特別措置法による買取制度開始時は1kWhあたり税抜40円という破格の値段であった。以降は買い取り価格は見直され続けて2020年時点で新規の買い取り価格は入札による価格決定分も含め10円台前半にまで下げられたが、20年固定価格なので初期参入した企業ほど莫大な長期利益を得ることになった。太陽光発電の普及が進んで電気料金が高騰する事態も危惧されていたが、実際は本格的な値上げに至る前に、電力会社各社によって再生エネルギー買い取り拒否が生じ、制度自体が見直されることとなった。

#### 経過・推移
2013年4月17日、北海道電力は売電申請のあった出力2000kW以上の太陽光発電所計画の4分の1しか発電電力を受け入れられないと発表した。同年12月3日、経済産業省は沖縄本島における太陽光発電の接続容量の接続限界に近づきつつある状況であると発表した。2013年中に、北海道電力と沖縄電力は一定規模以上の太陽光発電の新規受け入れを停止・制限することになった。沖縄電力は更に接続量が限界に近づいているための措置として2014年4月1日以降、一般家庭の新規の買い取り受付に対し、回答を保留して接続しない状態となる。同年7月25日、九州電力は離島での買い取り受け付けを1年間程度停止することを発表した。九州本土と送電線で結ばれていない離島での申し込みが増え、島内の電力供給が不安定になる可能性が高まった為としている。
2014年9月24日、九州電力は翌25日より、離島のみならず管内全域で再生可能エネルギーの固定価格買い取り制度（FIT）に基づく新規契約を中断し、既に申し込みを受け付けた分についても回答を当面保留すると発表した。9月30日、北海道電力・東北電力・四国電力・沖縄電力の大手電力4社でも買い取りの新規受け入れを10月1日より管内全域で停止すると発表した。沖縄電力を除き、一般家庭からの買い取りについては従来通り継続するとしている。
10月2日、九州電力は再生エネルギーの新規契約を中断したことについて、鹿児島県内の事業者向けの説明会を開いた。会場では事業者らが九州電力幹部に詰め寄り、「時期を示せ」「自己破産したらどうしてくれる」と怒号も上がり、会場は騒然とした。
経済産業省は、10月10日に同日付で北海道電力・東北電力・四国電力・九州電力・沖縄電力の5社に対し、より丁寧な説明などを求める要請文を出した。11日には、大規模な太陽光発電の新規認定を一時停止する検討に入った。15日、同省の「総合資源エネルギー調査会 省エネルギー・新エネルギー分科会 新エネルギー小委員会」（以下「小委員会」と呼ぶ）で固定価格買い取り制度見直しの具体化に入った。小委員会では、国民負担の抑制策の一つに、スペイン、ドイツが採用している入札制度の導入が提議された。小委員会の下に設けた「系統ワーキンググループ」の初会合を16日に開き、送電網受け入れ能力の拡大策などを検討することとなった。
一方、10月11日の経済産業省の大規模太陽光発電の参入凍結検討の報道を受け、週明けの14日の株式市場では太陽光発電関連企業の株価が急落した。
10月21日、九州電力は低圧と呼ばれる出力50kW未満の小口案件の一部について、買い取り手続きを再開すると発表した。戸建て住宅の屋根に付ける太陽光パネルなどが、おおむね対象となる。九州電力が全面停止を発表した9月24日までに書面で申し込みをした案件が受け入れの対象である。なお、21日時点で九州電力を除く新規受け入れ停止中の電力4社のうち、東北電力が50kW以上、北海道電力と四国電力が10kW以上、沖縄電力は全ての案件について受け入れを停止している。
2014年10月には、小委員会が太陽光発電による電気の買い取り価格を半年ごとに引き下げることや電気の買い取り価格が決まる時期を現在の「国の事業認定時」から「事業開始時」に改めることを政府に提案する見通しであると報道されたがこれらは現在まで実施されていない。一方で価格を決める基準を、「発電業者全体の平均的な費用」から「最も安い業者の費用」にして、買い取り価格がより下がるようにするトップランナー制度や買取価格決定時期を先に延ばすことにより、なるべく買い取り価格が安くなるような制度の導入は後に行われた。また、経済産業省は地熱発電や中小水力発電を優先的に買い取るようにする方針を固めた。
11月5日、経済産業省は小委員会に対し、政府の認定を受けた後、発電を開始しない再生可能エネルギー事業者への対応策の検討を指示した。発電開始が見込めない場合は電力会社が買い取りを拒否したり、発電開始のめどがついている事業者を優先的に受け入れる仕組みにしたりすることで、再生エネ事業者の新規参入の機会を拡大する方向だという。買い取り価格は、政府の認定を受け、電力会社に買い取りを申請した時点の価格が適用されている為、太陽光パネルの価格下落を見越して発電開始を先延ばしし、利益を得ようとするケースが問題になっている。2014年度からは50kW以上の太陽光発電設備について認定後180日以内に場所及び設備の確保をおこなわなければ認定が失効するルールが導入された。また経産省は、一定期間内に発電事業を始めない場合、電力会社が買い取りをやめたり買取期間を短縮することができるようにする方向だという。また、運転開始後に設備を増設した場合、増設時の買い取り価格を適用することも検討するとしている。
2017年4月1日より通称改正FIT法が施行され固定価格買取制度が大きく変更されている。2017年3月31日までに固定価格買取制度の認定を受けていても電力会社との接続契約が締結出来ていない場合には、原則、認定が失効することとなった。また10kW未満の太陽光では1年の運転開始期限を超過すると認定失効、10kW以上の太陽光では3年の運転開始期限を超過すると調達期間が短縮される。また、認定取得時に価格決定される点は変更されないが、電気事業者による接続についての同意が認定の条件となった。
改正FIT法では、改正前の旧制度で認定を取得している場合、2017年4月1日から、新制度で認定を取得したとみなされることとなった。これを「みなし認定」と呼ぶ。みなし認定における事業計画も2017年9月30日までに提出しなければならない。なお、経済産業省は周知が不充分として一般家庭が中心となる10kW未満の太陽光発電システムについては期限を改正FIT施行から9ヶ月以内、つまり2017年12月末まで延長している。改正FIT法への移行に伴うＦＩＴ認定案件の失効は1610万kW、27万件に上った。
2017年8月31日、経済産業省・資源エネルギー庁は固定価格買取制度（FIT）に関する法施行規則と告示を改正した。事実上、太陽光パネルの増設が規制されることとなり、「太陽電池の合計出力」の変更手続きが「変更届出」から「変更認定申請」に変わり、太陽光パネルの合計出力を3%以上、または3kW以上増加させる場合、もしくは20％以上減少させる場合は、売電単価が変更となる。売電単価の変更は、増設分のみが対象という訳ではなく発電設備全体に及ぶ為、高いFIT価格の発電所に関しては事実上増設できないことになった。また、3%未満かつ3kW未満の増加であっても、全て変更認定申請が必要になった。
2018年10月11日、九州電力は13、14両日に太陽光発電や風力発電の再生可能エネルギーの発電事業者に一時的な発電停止を求める「出力制御」を九州地方で実施する可能性があると発表し、13日に43万キロワット分の広域出力制御を開始した。太陽光発電の一時停止は、これまで離島での実施例はあるが、管区内全域での本格的な実施は全国初となる。ただし、家庭用の太陽光など10kW未満の事業者は出力制御の対象外とされている。
日本においては低圧の10kW以上50kW未満の区分が多数を占める点が特徴であったが、2020年度より同区分に30%以上の自己消費と災害時に自立運転した上で給電用コンセントの提供を求めた地域活⽤要件が定められてからはこの区分は大きく減少した。

#### 太陽光発電の全量買い取り制移行後に顕在化した問題
固定価格買い取り制度の中でも特に太陽光発電事業に関しては回収単価（買取価格）が高く設定されたこともあって多くの事業者が参入し、様々な問題が露呈した。
- 送電容量を超える再生可能エネルギーによる発電容量

電力各社は最大電力需要を想定して必要な容量の送電網を整備している。容量を超えれば大規模停電を招くリスクがある。また、再生可能エネルギーは天候の影響を受けやすく発電量が安定しない為、容量を拡大すれば安定供給に支障が生じる恐れがある。しかし、高額な買い取り価格を当て込んだ多くの業者が太陽光発電に参入した為、2014年には送電できる容量以上の発電容量に達し、電力各社の電力の買い取り受付停止の措置に至り、前述の諸対策が行われた。
- 高い買い取り枠を確保後、買い取り枠を転売する為に事業を開始しない事業者

事業の認定を受けても、ほかの業者に転売する為など、発電の計画を実行に移さない事業者が多い。
- 富める者がますます富み、貧しいものはますます貧しくなるという問題

現在の制度は、土地を持ち、太陽光パネルを設置できる者のみが儲け、太陽光パネルを買えない庶民は、儲けるどころか電気代に上乗せされますます貧しくなるという問題を抱えている。2018年度の場合、再生可能エネルギーの買い取り費用は3兆694億円となり、電気代の負担（賦課金）は1kWh当たり2.90円。標準家庭で年間9048円の負担となっている。
- メガソーラーの開発に伴う山林伐採や災害時の太陽光パネルの大規模な破損事故

山梨県では山林伐採による景観や防災への影響を懸念する声があがり、県では「やまなしエネルギー地産地消推進戦略」について見直しも含めて検討していくことになった。また、茨城県や宮崎県では大雨で河川が氾濫し、設置してあった太陽光パネルが大破している例が見られる。
- マクロ経済的観点からの懸念

不採算事業に対する電気消費者からの割り増しされた支出は、国民に対して大きな負担となることが明らかになっている。そういった事業に対し、海外資本の参入が成されるということは、国富の国外への流出を意味することとなる。実際に日本では、中国の上海電力等の外資によるメガソーラーの建設が多数開始されており、約191.3万kWを予定する独フォトボルトのように1社で認定出力全体の数%を占める例もあるが、WTO等の規定もあり、国内と国外の企業の差別は許されない。

### 風力発電
日本のFIT制度において20kW未満の風力発電は1kwhあたり55円という高額の買取価格が定められていたがコストは高止まりし設備利用率が想定より低かった。このため一般的な用途としては、FIT制度からの自立化は困難と考えられ2018年度からは20kW以上と同区分とされ事実上廃止された。
2020年度の着床式洋上風力発電は入札式に移行したものの実施された入札においては応募1件、成立無しと不調であり2021年度には再度固定価格とされている。